# Санто Стефано ди Кадоре
Санто Стѐфано ди Кадо̀ре (на италиански: Santo Stefano di Cadore; на ладински: Sa Stefi, Са Стефи) е малко градче и община в Северна Италия, провинция Белуно, регион Венето. Разположено е на 908 m надморска височина. Населението на общината е 2625 души (към 2014 г.).